# Jaksity Kata
Jaksity Kata (Budapest, 1972. május 1. –) magyar televíziós szerkesztő-műsorvezető, újságíró,  modell.

## Élete
Öt évig Belgrádban élt, így itt kezdte meg tanulmányait. Színésznő akart lenni, sok filmben szerepelt gyerekstatisztaként.
Főiskolai tanulmányait a Külkereskedelmi Főiskolán végezte Budapesten. Itt két diplomát szerzett. A hét év főiskolai időszak alatt modellkedett is. Náray Tamással dolgozott együtt, később Náray cégének lett a marketingigazgatója, majd divatbemutatókat is rendezett.
Még azalatt határozta el, hogy újságírással fog foglalkozni, amíg modellként dolgozott. Később a Komlósi Oktatási Stúdió média szakára jelentkezett. A Magyar Televízió Híradójában végezte gyakornoki időszakát riporterként, ahová Bárdos András ajánlotta. Egy év múlva, 1998-ban a TV3 Jövőnéző műsorát vezette, innen hívták át a TV2-höz. 2001-től a Jó reggelt Magyarország! című hírműsor egyik műsorvezetője volt. 2002-ben a Klubrádión önálló műsort indított. 2003–2005 között a Magyar Televízió Kékfény című műsorát vezette. 2006-ban az Echo TV-n volt hírműsor-vezető. 2007-től az ATV-n vezeti a Jam, a Jam Light, ill. a Start című műsorokat. 2019 februárjában elküldték az ATV-től.
2003-ban saját modelliskolát indított.

## Gyermekei
Ábel (1998), Bende (2005) és Jázmin (2014)

## Műsorai
- Híradó (Magyar Televízió)
- Jövőnéző (TV3)
- Jó reggelt, Magyarország! (TV2)
- Kékfény (Magyar Televízió)
- JAM (ATV)
- Jam Light (ATV)
- Start (ATV)
- 60 perc
- Piaci negyed
- Indonézia – Élet a cunami után
- Hello, Ghána
- Afrika ritmusa
- Hello, Indonézia
- A világ arcai
- A nő háromszor

## Kapcsolódó szócikk
- Jaksics család